# Patis kyrka
Patis kyrka (finska: Paattisten kirkko) är en kyrkobyggnad i stadsdelen Patis i Åbo. Den tillhör Patis församling inom Evangelisk-lutherska kyrkan i Finland.
Kyrkan ritades av arkitekten Helge Rancken och invigdes 1909. Till byggnaden användes ett antal stockar från en tidigare kyrka som fanns i Patis; även klockstapeln, byggd 1813 av Mikael Piimänen, och många av inventarierna kommer från den gamla kyrkan. År 1983 genomgick kyrkobyggnaden en övergripande renovering.

## Inventarier
- Altartavlan föreställande Jesus bedjande i Getsemane målades 1920 av Vihtori Ylinen och är en kopia av en målning av Heinrich Hoffmann.
- Brudkronan är gjord av silversmeden K. A. Lind från Helsingfors 1943.
- Dopskålen av tenn är tillverkad av Elias Ståhlfot från Åbo och införskaffades av församlingen 1746.
- Golvuret i empirstil byggdes 1826 av urmakaren O. E. Fock från Åbo.
- Krucifixet är 80 cm högt och kan möjligen dateras till senmedeltiden. Det införskaffades av församlingen på 1580-talet och har hängt ovanför dörren till sakristian sedan 1840-talet.
- Nattvardskalken i nyklassicistisk stil tillverkades av ädelmetallsmeden Gustaf Brummer från Åbo. Den är gjord i silver med förgylld insida och kant. Kalken bär inskriptionen: Patis Kapell Tillhörig. Förfärdigadt till den 20 Maij År 1830.
- Votivskeppet tillverkades av församlingens klockare 1744.